# Ethelie Madeleine Brohan

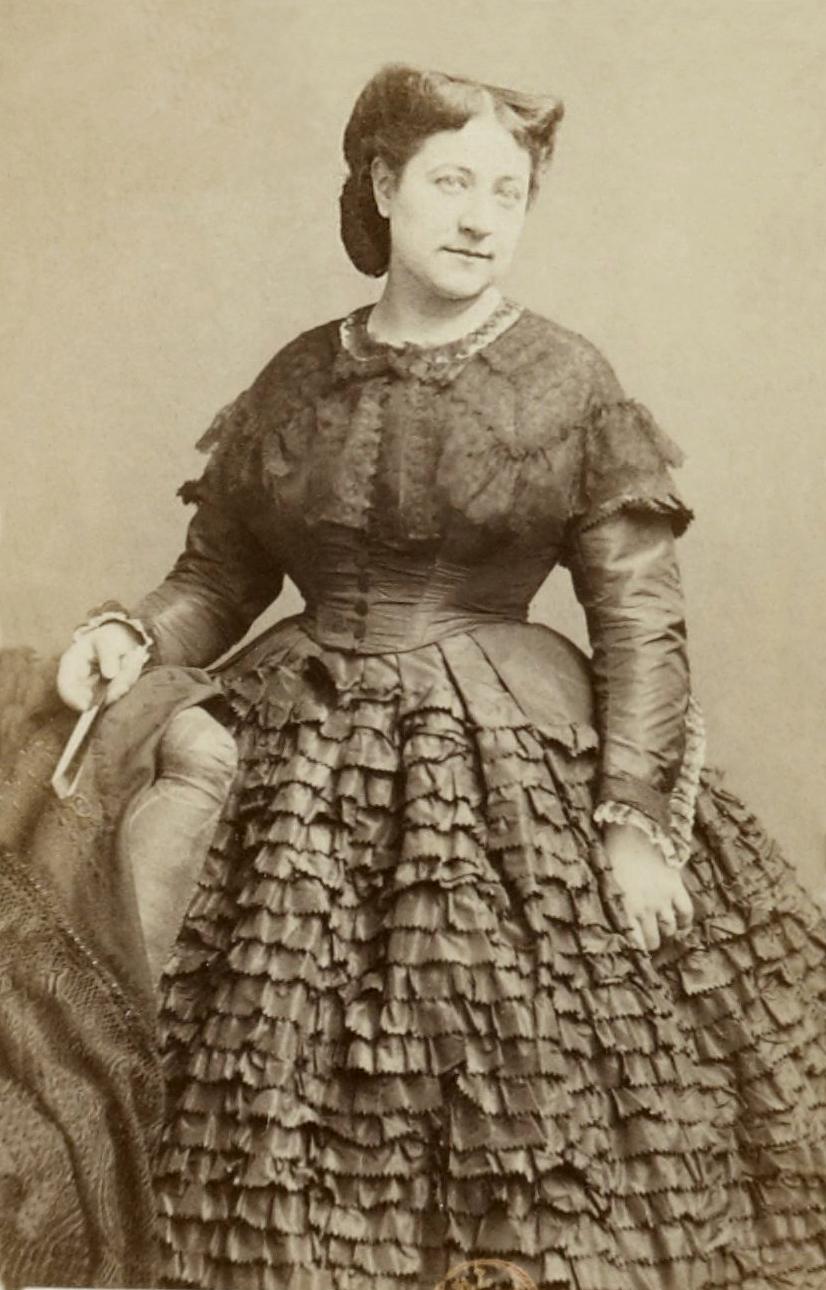
Fotografia di Madeleine Brohan realizzata da Étienne Carjat nel 1864

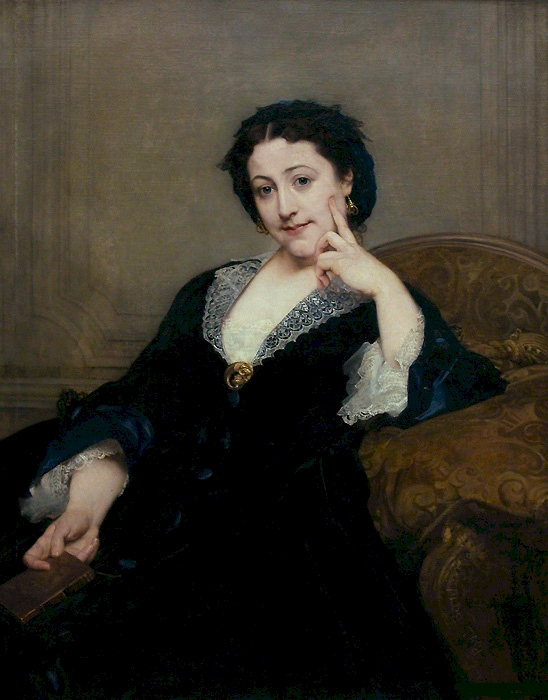
Ritratto di Madeleine Brohan ad opera di Paul Baudry

Madeleine Brohan (Parigi, 21 ottobre 1833 – Parigi, 24 febbraio 1900) è stata un'attrice teatrale francese.

## Biografia
Emilie Madeleine era figlia di Augustine-Suzanne Brohan, nonché sorella minore di Augustine Brohan. Del padre non sia hanno molte notizie, sembra fosse un ufficiale di marina, Joseph Gouze, ma non s'interessò mai alla vita della figlia. La madre la destina alla carriera di attrice, come aveva fatto con la sorella maggiore, e Madeleine entra al Conservatorio a 15 anni. Diventa allieva di Joseph Samson e dopo un anno e mezzo vince il primo premio per la commedia, che le apre le porte della Comédie-Française nel 1850. Il suo primo lavoro è interpretare il ruolo di Margherita d'Angoulême nell'opera Les Contes de la Reine de Navarre di Eugène Scribe. Il suo successo, pur non essendo unanime, è notevole e soprattutto riesce ad attirare l'attenzione di Napoleone III, all'epoca presidente della repubblica, sembra diventandone l'amante. Nel 1852 è nominata sociétaire de la Comédie-Française, come era accaduto a sua sorella nel 1843. Diventa dunque membro della Société des Comédiens-Français, avendo così titolo a riscuotere una parte dei benefici.
Nel 1853 sposa Mario Uchard, un uomo molto bello, ma noto per aver svolto numerosi mestieri senza mai ottenere grande successo. Si conoscono a teatro, poiché in quel momento Mario si dedicava alla scrittura, ma la passione iniziale si affievolisce rapidamente e Madeleine divorzia dopo due anni, partendo in tournée a San Pietroburgo. La sperazione lascia l'amaro in bocca al marito che per vendicarsi scrive l'opera La Fiammina, in cui il personaggio principale s'ispira a lei. L'opera ebbe un grande successo, e fu presentata alla Comédie-Française, tuttavia fu un successo estemporaneo e le opere successive del marito, come Retour du mari, La charmeuse ecc., anch'esse ispirate alla loro relazione personale, non ebbero lo stesso riscontro.
Nel 1858 ritorna a Parigi ma è malata. Ha una laringite molto grave che la obbliga a sospendere il lavoro per 6 mesi. Quando desidera riprendere il lavoro si presentano le prime difficoltà, a causa della fragilità della sua voce e dal fatto che, avendo preso molto peso, la sua presenza scenica non si adatta più a molti personaggi. Il suo primo ruolo è Elmira, moglie di Orgone, nell'opera Il Tartuffo di Molière. L'ultimo suo grande successo l'ottiene nel 1881 con l'opra di Édouard Pailleron Dans le monde où l'on s'ennuie. si ritira dalle scene nel 1885 e muore cinque anni dopo all'età di 66 anni.
È sepolta in una modesta tomba, nel cimitero di Fresnes, dove riposano anche la sorella, la madre, la nonna materna e il figlio avuto dal marito Perre Uchard (1854-1916).

## Esibizioni con la Comédie-Française
Elenco incompleto
- 1855 - Mademoiselle de La Seiglière di Jules Sandeau, nel ruolo di Mademoiselle de La Seiglière
- 1866 - Le Lion amoureux di François Ponsard, nel ruolo della Marchesa de Maupas
- 1875 - Bataille de dames d'Eugène Scribe
- 1875 - Tartuffe de Molière, nel ruolo di Elmire
- 1875 - Le Bougeoir di Joseph Caraguel
- 1875 - Gabrielle d'Émile Augier
- 1875 - La Grand'maman d'Édouard Cadol, nel ruolo della contessa
- 1876 - L'Étrangère d'Alexandre Dumas figlio, nel ruolo della Marchesa de Rumières
- 1880 - Les Femmes savantes de Molière, nel ruolo di Philaminte
- 1881 - Le Monde où l'on s'ennuie d'Édouard Pailleron, nel ruolo della Duchessa de Réville